# Pseudopimelodidae
Pseudopimelodidae — родина риб надродини Pimelodoidea ряду сомоподібних. Має 6 родів та 40 видів. Інші назви «карликові мармурові соми», «джмелі-соми».

## Опис
Загальна довжина представників цієї родини коливається від 3,5 до 80 см. Загалом мають конусоподібну форму, звужуючись до хвоста. Голова широка, очі маленькі, рот широкий. Мають 3 пари коротких вусів, з яких 2 розташовано на нижній щелепі. Тулуб кремезний, витягнутий. Спинний плавець високий, з короткою основою, має шипи, розташований доволі близько до голови. Грудні плавці добре розвинені. Невеликий жировий плавець присутній. Черевні та анальний плавець зазвичай помірного розміру, з короткою основою. Хвостовий плавець помірно довгий, слабко розрізаний.
Забарвлення оливкових, сірих, коричневих кольорів з численними великими темно-коричневими плямочками (іноді поперечними смужками), чим нагадують малюнок джмелів чи мармуру.

## Спосіб життя
Воліють прісних водойм. Є хижими рибами. Деякі види закопуються в ґрунт, насамперед, пісок, влаштовуючи, таким чином, засідки, звідки атакують здобич. Активні у присмерку та вночі. Живляться водними безхребетними, дрібною рибою.
Представників роду Microglanis тримають в акваріумах.

## Розповсюдження
Поширенні у південній Америці: від річки Атрато (Колумбія) до річки Ла-Плата (Аргентина).

## Роди
- Batrochoglanis
- Cephalosilurus
- Cruciglanis
- Lophiosilurus
- Microglanis
- Pseudopimelodus
- Rhyacoglanis